# Георг II (князь Вальдек-Пірмонту)
Ґеорґ II Фрідріх Генріх (нім. Georg II. Friedrich Heinrich), (нар. 20 вересня 1789 — пом. 15 травня 1845) — князь Вальдек-Пірмонту у 1813—1845 роках, син попереднього князя Вальдек-Пірмонту Ґеорґа I та принцеси Шварцбург-Зондерсгаузенської Авґусти.
Дарував державі Конституцію у 1814 році, перероблену у 1816 році. Із ним Вальдек-Пірмонт увійшов до Німецького митного союзу у 1832 році.

## Біографія
Народився 20 вересня 1789 року у Вайль-на-Рейні. Був третьою дитиною та другим сином у родині принца Вальдек-Пірмонту Ґеорґа та його дружини Авґусти Шварцбурґг-Зондерсгаузенської. Мав старшу сестру Крістіану та брата Карла, який за шість років пішов із життя. Згодом сімейство поповнилося молодшими дітьми: Фрідріхом, Крістіаном, Авґустою, Йоганном, Ідою, Вольрадом, Матильдою, Карлом Крістіаном, Кароліною та Германом.
У віданні родини знаходився Роденський замок, у якому батько заклав декоративний сад. Мешкали тут до переїзду в Пірмонт у 1806 році. 
У 1805 році старший брат батька, Фрідріх Карл Авґуст, який був правлячим князем Вальдек-Пірмонту, розподілив землі, віддавши Пірмонт, що мав титул графства, Ґеорґу. У 1812 році батько став володарем усіх територій після смерті Фрідріха Карла Авґуста, а у 1813 році сам пішов з життя, передавши владу Ґеорґу Фрідріху.
Вже у 1814 році Ґеорґ II дарував князівству Конституцію, що, однак, викликало сильний опір з боку станів, які бачили в ній порушення своїх прав. Опозицію очолював президент станів Карл Фрідріх фон Дальвіґк, і, зрештою, вона переважила. Правитель змушений був відмовитися від багатьох речей, які вважав вірними. Результатом нарад із дворянством і містами стала нова, виправлена, конституція, оприлюднена 19 квітня 1816 року, яка діяла до 1848 року. 
У той же час незалежність князівства була підтверджена Віденським конгресом, Вальдек-Пірмонт став членом Німецького союзу 8 червня 1815.

Державний борг Вальдек-Пірмонту на момент приходу до влади Ґеорґа становив 800 000 талерів, проте курфюрст Гессена Вільгельм I, повернувшись до своїх володінь після французької навали, відмовився визнавати погашення боргу Вестфальському королівству, як спадкоємцю Гессена, і встановив борг у розмірі 1 мільйон талерів.

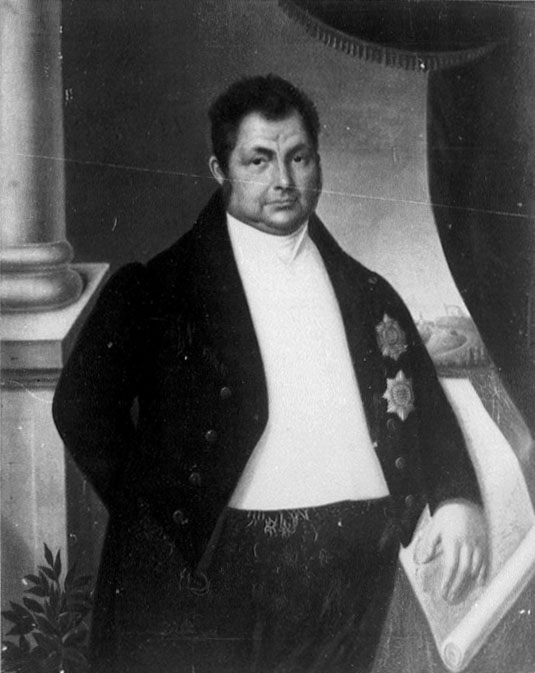
Портрет Георга II, 1836

Підготовкою вальдекського війська займалися запрошені прусські офіцери, що стало першим підґрунтям подальшого злиття з Пруссією.
У віці 33 років Ґеорґ одружився з 21-річною принцесою Ангальт-Бернбурґ-Шаумбурґ-Гоймською Еммою. Весілля відбулося 26 червня 1823 у замку Шаумбурґ на південь від Бальдуйнштайна. Оселилися молодята в Арользенському замку. У них народилося п'ятеро дітей.
У 1832 році Вальдек-Пірмонт увійшов до Німецького митного союзу. У 1840 році була заснована Князівська придворна бібліотека в Арользенському замку.
У 1836 році державний борг був зменшений до 675 000 талерів, який Вальдек потім погасив облігаціями на 700 000 талерів у банку Ротшильдів у Франкфурті. Борг банку виплачувався з податкових надходжень.
У 1842 році був прийнятий новий закон про монети. Ґеорґа хвалили як безкорисливого володаря з добрим серцем, справедливого та правдивого. В Арользені була поширена приказка «Це так само точно, як ніби князь сказав це».
Помер 15 травня 1845 року. Був похований у мавзолеї в Родені.

## Родина

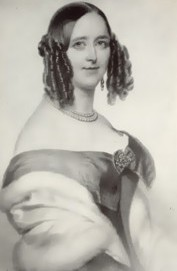
Портрет дружини, близько 1830 року

Діти:
- Авґуста (1824—1893) — дружина князя та графа цу Штольберґ-Штольберґ Альфреда, мала із ним семеро дітей;
- Йозеф (1825—1829) — прожив 4 роки;
- Ерміна (1827—1910) — дружина князя Шаумбурґ-Ліппе Адольфа I Ґеорґа, мала восьмеро дітей;
- Ґеорґ Віктор (1831—1893) — наступний князь Вальдек-Пірмонту у 1845—1893 роках, був пошлюблений з Оленою Нассау, а згодом — із Луїзою Шлезвіґ-Ґольштейн-Зондербурґ-Ґлюксбурзькою, мав восьмеро дітей від обох шлюбів;
- Вольрад (1833—1867) — одруженим не був, дітей не мав.